# Primoži
Primoži este o localitate din comuna Kočevje, Slovenia, cu o populație de 9 locuitori.